# ناحية صوغان
ناحية صوغان (بالفارسية: بخش صوغان) هي ناحية في مقاطعة أرزوئية، محافظة كرمان، إيران. حسب إحصاء 2016، عدد سكان الناحية 9174 فردا في 2572 عائلة. ليس بالناحية مدن وبها منطقة ريفية واحدة هي قسم صوغان الريفي.